# Overbruggingsoperatie

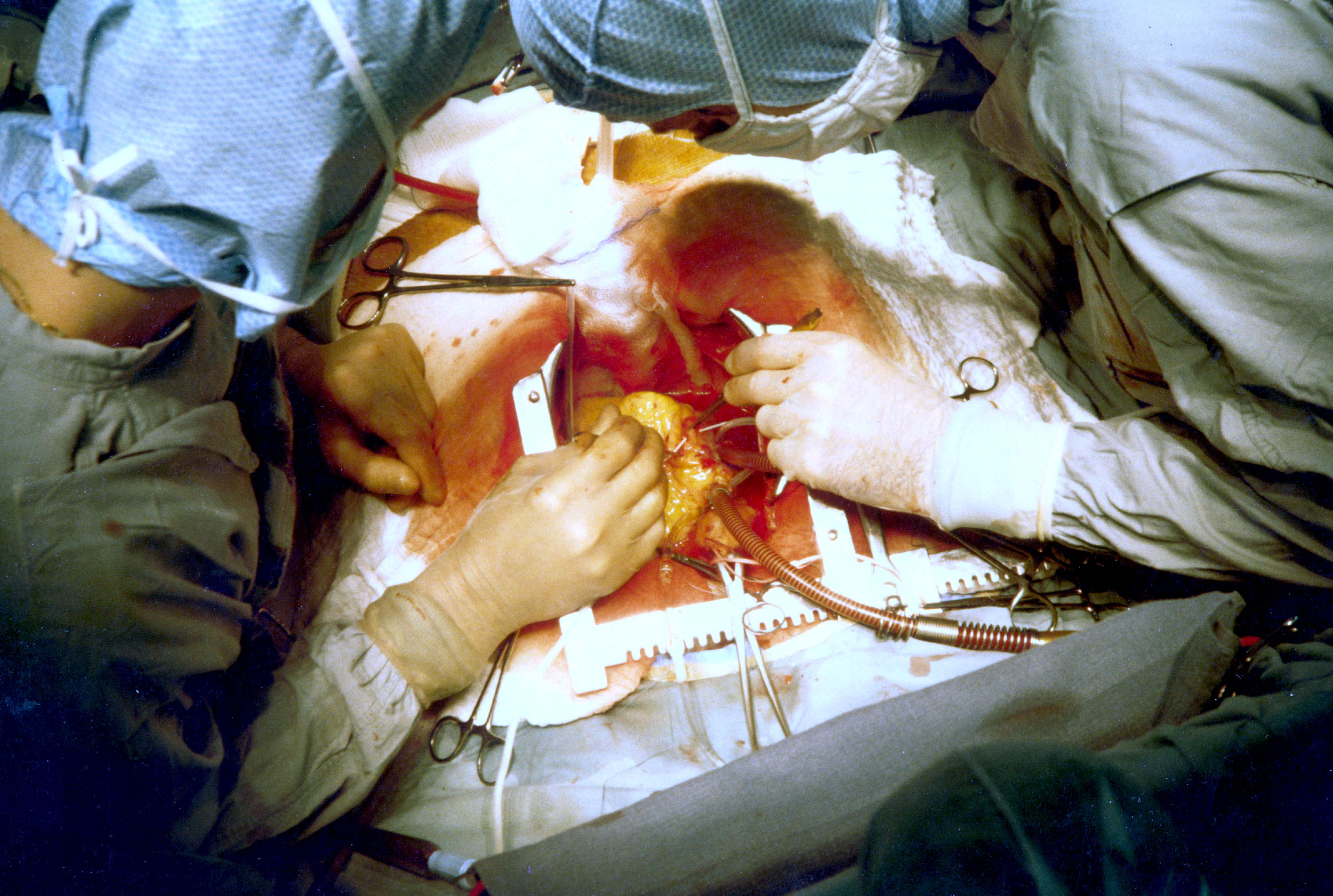
Een coronaire arteriële bypassoperatie (kransslagaderoperatie)

Een overbruggingsoperatie (ook bypass- of omleidingsoperatie genoemd) is een chirurgische techniek die vernauwingen van de kransslagaders van het hart aanpakt. Dit gebeurt door het leggen van nieuwe vaatverbindingen rondom het hart, zodat de bloedvoorziening van de hartspier intact blijft. Deze operatie wordt dan ook uitgevoerd als behandeling van problemen zoals angina pectoris (inspanningsgerelateerde pijn op de borst) en ter voorkoming van een myocardinfarct. Hiervoor kan worden gebruikgemaakt van verschillende technieken, waarvan de "veneuze graft" en de "linker arteria thoracica interna" (in het jargon meestal 'lima', left internal mammary artery, genoemd) de belangrijkste zijn. Het hart wordt doorgaans stilgelegd tijdens de operatie, waardoor aansluiting op een hart-longmachine noodzakelijk is.

## Technieken
In het eerste geval wordt een ader (geen slagader) uit een been genomen en vanaf een gemaakte opening in de aorta naar een opening na de vernauwing aangelegd, zodat het bloed 'omloopt'; in het tweede geval wordt een slagader die aan de binnenzijde van de borstwand loopt aangesloten op de kransslagader, na de vernauwing. Omdat bij het gebruik van slagaders de omleidingen veelal langer goed blijven, wordt sinds enige tijd bij een geselecteerde patiëntengroep ook gebruikgemaakt van de arteria radialis (een van de twee slagaders in de onderarm) in plaats van een ader uit het been.
Vaak is er meer dan één vernauwing aanwezig en worden er meer vaten behandeld met een of beide technieken. Over het algemeen komt een patiënt voor een bypassoperatie in aanmerking als er veel of ernstige stenosen (vernauwingen) bestaan die niet goed te dotteren zijn. Soms is het proces echter zover voortgeschreden dat op de ernstig vernauwde bloedvaten geen goede aansluiting meer te maken is. Dan zijn er nog maar weinig behandelopties, alleen medicamenteus.

## Levensverwachting
Hoewel soms ook complicaties kunnen optreden, is een bypassoperatie relatief veilig en doorgaans succesvol. Uit een onderzoek gepubliceerd in 1992 bleek dat van de 428 patiënten die een veneuze aortocoronaire overbruggingsoperatie hadden ondergaan 66,5 procent na 13 jaar nog in leven was (of 80 procent wanneer niet-cardiale doodsoorzaken buiten beschouwing worden gelaten). Uit een onderzoek uit 2002 bleek dat van 720 patiënten die in 1995-'96 een eerste coronaire bypassoperatie hadden ondergaan 89 procent na 5 jaar nog in leven was (een twaalftal patiënten, zijnde 1,7 procent, was reeds in het ziekenhuis overleden). Een heroperatie gedurende de eerste jaren na een aortacoronaire bypassoperatie is tegenwoordig zeldzaam: slechts bij 0,8 procent van de laatstgenoemde groep patiënten was dit in de eerste vijf jaar noodzakelijk.

## Historische feiten
De eerste coronaire arteriële bypassoperatie (kransslagaderoperatie) vond plaats op 2 mei 1960 in een ziekenhuis in New York, het Albert Einstein College of Medicine-Bronx Municipal Hospital Center, en werd uitgevoerd door een team bestaande uit Robert Goetz, Michael Rohman, Jordan Haller en Ronald Dee. De Argentijnse chirurg René Favaloro voerde in mei 1967 in de Cleveland Clinic een belangrijke bypassoperatie uit met behulp van een nieuwe techniek, waarbij hij de vena saphena magna uit het been gebruikte als transplantatiemateriaal ter vervanging van een vernauwing in de rechterkransslagader. Later paste hij met succes de vena saphena als omleidingskanaal toe, een techniek zoals we die vandaag de dag nog kennen.
In 1976 leidden de wachttijden voor een openhartoperatie tot commotie in de Nederlandse politiek. Op initiatief van de voorzitter van de Nederlandse Hartpatiëntenvereniging en na inmenging van de Tweede Kamer werd een luchtbrug ingesteld naar de Amerikaanse stad Houston, waar de hartchirurg Denton Cooley Nederlandse hartpatiënten opereerde die in eigen land te lang op een wachtlijst stonden. Een aanzienlijk aantal van hen liep daar overigens het op termijn zeer schadelijke hepatitis C-virus op.